# Kovilovo (Negotin)
Kovilovo (kyrillisch Ковилово; sprich: Kowilowo) ist ein  Dorf in der Opština Negotin und im Bezirk Bor. Das Dorf befindet sich nahe dem Dreiländereck Serbien-Rumänien-Bulgarien.

## Einwohner
Die Volkszählung 2002 (Eigennennung) ergab, dass 411 Menschen im Dorf leben.
Weitere Volkszählungen:
- 1948: 884
- 1953: 899
- 1961: 875
- 1971: 852
- 1981: 760
- 1991: 623